# نورما جین (خواننده)
نورما جین بیزلر (به انگلیسی: Norma Jean Beasler، زادهٔ ۳۰ ژانویهٔ ۱۹۳۸) یک خوانندهٔ کانتری اهل ایالات متحده آمریکا است که از ۱۹۶۱ تا ۱۹۶۷ عضوی از پرتر واگونر شو بود. او میان سال‌های ۱۹۶۳ تا ۱۹۶۸ سیزده تک‌آهنگ کانتری در میان ۴۰ ترانهٔ برتر کانتری بیلبورد داشت، میان سال‌های ۱۹۶۴ تا ۱۹۷۳ بیست آلبوم برای آرسی‌ای رکوردز ضبط کرد، دو بار نامزد گرمی شد و برای چندین سال عضوی از گرند اول اپری بود.